# Lluïsa Carlota de Dinamarca
Lluïsa Carlota de Dinamarca, princesa de Hessen-Kassel (Palau de Christiansborg 1789 - Kassel 1864). Princesa de Dinamarca amb el tractament d'altesa reial que contragué matrimoni en el si de la casa landgravinal de Hessen-Kassel.
Nescuda al Palau de Christiansborg, a la capital danesa, el dia 30 d'octubre de l'any 1789 essent filla del príncep hereu Frederic de Dinamarca i de la duquessa Sofia Frederica de Mecklenburg-Schwerin. Lluïsa Carlota era neta per via paterna del rei Frederic V de Dinamarca i de la princesa Juliana Maria de Brunswick-Wolfenbüttel; i per via materna, del duc Lluís de Mecklenburg-Schwerin i de la duquessa Carlota Sofia de Saxònia-Coburg Saafeld.
Lluïsa Carlota es casà el 10 de novembre de 1810 amb el príncep Guillem de Hessen-Kassel, fill del príncep Frederic de Hessen i de la princesa Carolina de Nassau-Usingen. La parella tingué sis fills:
- SA la princesa Carolina de Hessen-Kassel, nada a Copenhaguen el 1811 i morta a Copenhaguen el 1829.

- SA la princesa Maria Lluïsa de Hessen-Kassel, nada a Copenhaguen el 1814 i morta al Castell de Hohenberg el 1895. Es casà al Castell de Rumpenheim el 1832 amb el príncep Frederic d'Anhalt.

- SA la princesa Lluïsa de Hessen-Kassel, nada a Kassel el 1817 i morta a Bernstorff el 1898. Es casà el 1842 al Amalienborg amb el rei Cristià IX de Dinamarca.

- SAR el landgravi Frederic de Hessen-Kassel, nat a Kassel el 1820 i mort el 1884 a Frankfurt. Es casà en primeres núpcies amb la gran duquessa Alexandra de Rússia (landgravina de Hessen-Kassel a Sant Petersburg el 1844. En segones núpcies es casà al Palau de Charlottenburg el 1853 amb la princesa Anna de Prússia.

- SA la princesa Augusta de Hessen-Kassel, nada a Copenhaguen el 1823 i morta el 1889 a Copenhaguen. Es casà el 1854 al Castell de Panker amb el baró Karl Friedrich von Blixen-Fineke.

- SA la princesa Sofia de Hessen-Kassel, nada a Copenhaguen el 1827 i morta a Copenhaguen onze mesos després.